# Morellia nigricosta
Morellia nigricosta är en tvåvingeart som beskrevs av Hough 1900. Morellia nigricosta ingår i släktet Morellia och familjen husflugor. Inga underarter finns listade i Catalogue of Life.